# جيم باراك
جيم باراك (بالإنجليزية: Jim Parrack)‏ هو ممثل أمريكي ولد في يوم 8 فبراير 1981 في دالاس في تكساس. اشتهر بتمثيله في مسلسل دم حقيقي ومثل في معركة لوس أنجلوس، ويمثل حالياً في مسلسل 9 - 1 1: نجم وحيد. تزوج مرتين آخرها كان من الممثلة ليفين رامبين وألتي تزوجها في 2015 وطلقها في 2017.

## روابط خارجية
- جيم باراك على موقع IMDb (الإنجليزية)
- جيم باراك على موقع ألو سيني (الفرنسية)
- جيم باراك على موقع أول موفي (الإنجليزية)
- جيم باراك على موقع قاعدة بيانات برودواي على الإنترنت (الإنجليزية)
- جيم باراك على موقع قاعدة بيانات الأفلام السويدية (السويدية)
- جيم باراك على موقع قاعدة بيانات الفيلم (الإنجليزية)
- جيم باراك على موقع كينوبويسك (الروسية)